# دریای داخلی

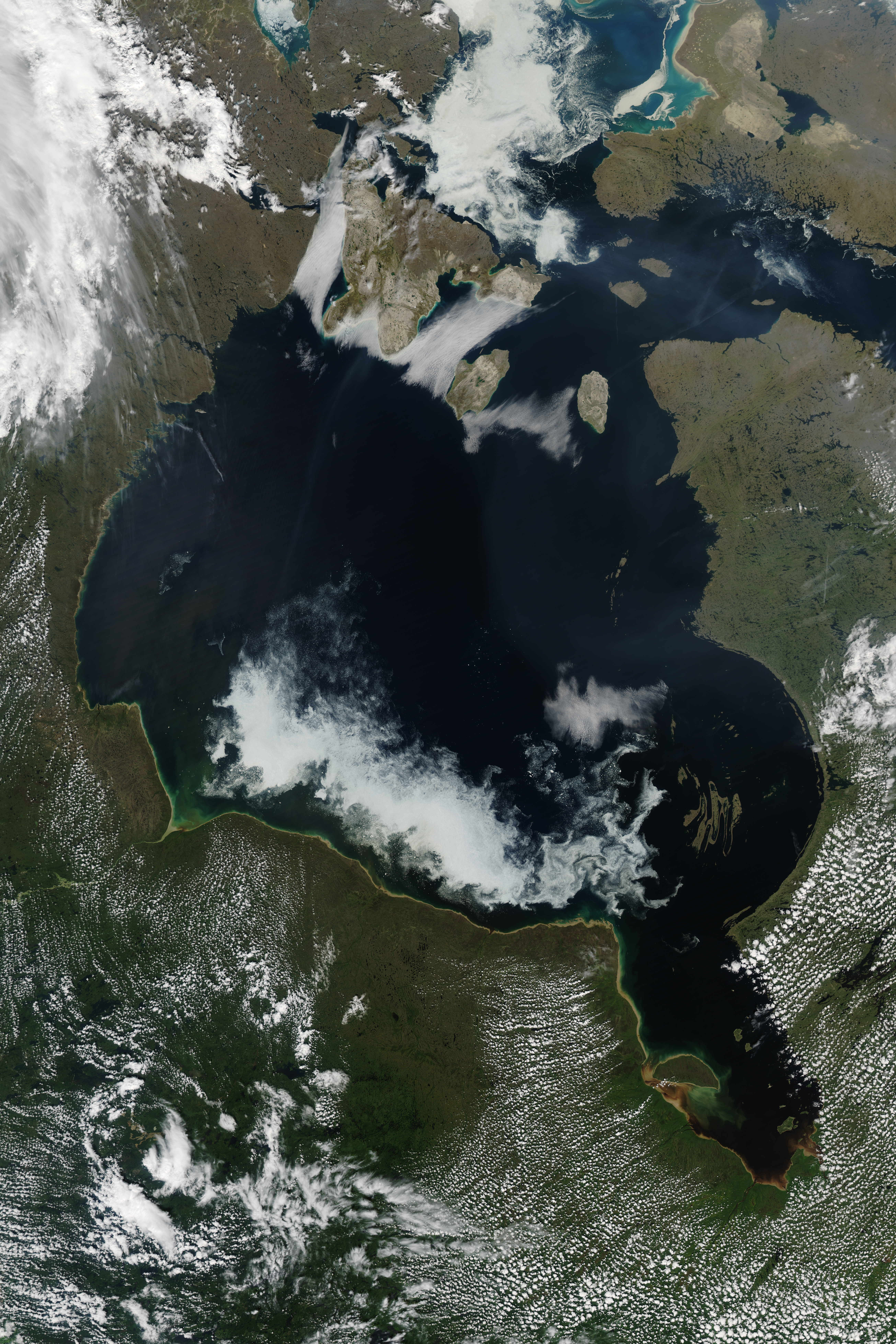
تصویری از یک دریای داخلی

دریای داخلی دریایی کم‌ژرفا است که در نتیجهٔ پیش‌روی دریا در دوره‌هایی که تراز آب‌های آزاد بالاست در بخشی از ناحیه‌های مرکزی قاره‌ها (یا خشکی‌های بزرگ) پدید می‌آید.
در دوره نوین زمین‌شناسی، تراز قاره‌ها بالا مانده و تراز آب‌های آزاد پایین است، و از همین رو دریاهای داخلی اندکی در جهان وجود دارند که بزرگترینشان دریای خزر است. برخی نمونه‌های پدیدآمده در دوره‌های نوین (کمتر از ۱۰٬۰۰۰ سال پیش)، یکی پرآب شدن خلیج فارس، و دیگری دریای جنوبی چین است که هم‌اکنون فلات قاره سوندا را می‌پوشاند.